# 관음사 (대구 중구)

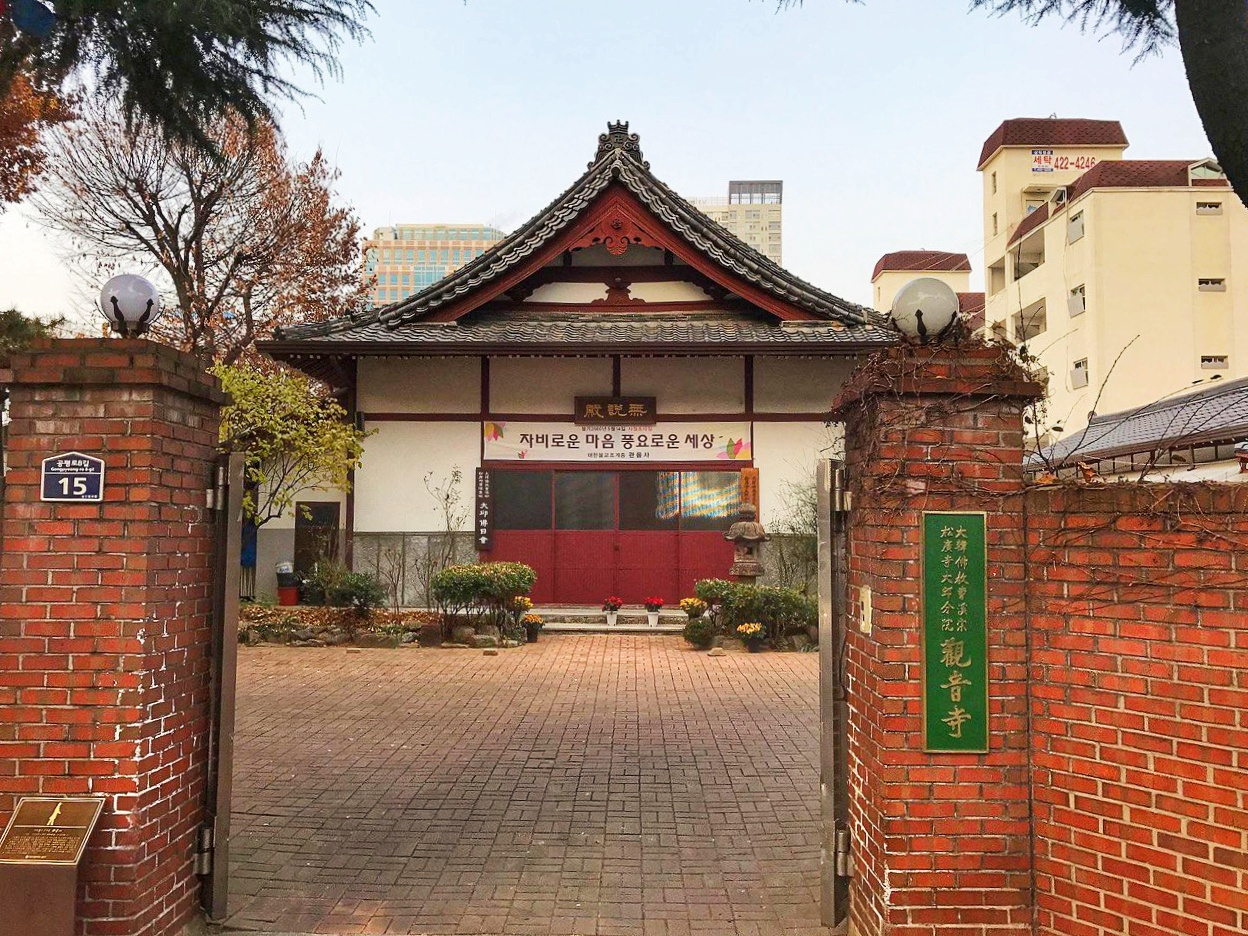
대구 중구 관음사

관음사(觀音寺)는 대한민국 대구광역시 중구에 있는 절이다. 한편 대구광역시 동구에도 관음사라는 절이 있다.

## 개요
- 소속 종단 : 대한불교조계종
- 주소 : 대구광역시 중구 공평로8길 15